# Diocesi di Nisiro
La diocesi di Nisiro (in latino: Dioecesis Nisyriensis) è una sede soppressa e sede titolare della Chiesa cattolica.

## Storia
Incerte sono le origini della diocesi di Nisiro, isola del Dodecaneso. La sede è sconosciuta al Le Quien nella sua opera Oriens Christianus.
In seguito alla quarta crociata (1204), i Cavalieri Ospitalieri conquistarono l'isola all'inizio del XIV secolo e vi istituirono una sede di rito latino, chiamata Niseriensis, suffraganea dell'arcidiocesi di Rodi. Nel 1439 fu data in commenda ai vescovi di Rodi, sede a cui fu definitivamente unita nel 1451.
Dal 1927 Nisiro è annoverata tra le sedi vescovili titolari della Chiesa cattolica; la sede è vacante dall'8 agosto 1969.

## Cronotassi dei vescovi latini
- Giovanni † (? deceduto)
- Guglielmo Alboni, O.F.M. † (15 luglio 1353 - 15 gennaio 1365 nominato arcivescovo di Rodi)
- Tommaso di Negroponte, O.F.M. † (3 marzo 1365 - ?)
- Francesco † (? deceduto)
- Giovanni, O.E.S.A. † (16 febbraio 1407 - ? deceduto)
- Pietro Fusterio, O.F.M. † (3 agosto 1425 - ? deceduto)
- Guglielmo Cappellario, O.E.S.A. † (30 agosto 1426 - ? deceduto)
- Matteo di Cheselles † (5 novembre 1436 - ?)

## Cronotassi dei vescovi titolari
- Pedro Xague, O.P. † (4 settembre 1560 - ? dimesso)
- Jerónimo Clavijo, O.P. † (28 aprile 1564 - ?)
- Francesco Fellinger † (26 febbraio 1929 - 22 luglio 1940 deceduto)
- Augusto Osvaldo Salinas Fuenzalida, SS.CC. † (9 febbraio 1941 - 3 agosto 1950 nominato vescovo di San Carlos de Ancud)
- Elizeu Simões Mendes † (21 agosto 1950 - 19 settembre 1953 nominato vescovo di Mossoró)
- Carlos Maria Jurgens Byrne, C.SS.R. † (7 febbraio 1954 - 17 dicembre 1956 nominato arcivescovo di Cusco)
- Augusto Trujillo Arango † (25 aprile 1957 - 31 marzo 1960 nominato vescovo di Jericó)
- Auguste Joseph Gaudel † (30 giugno 1960 - 8 agosto 1969 deceduto)